# 5245 Maslyakov
5245 Maslyakov este un asteroid din centura principală de asteroizi.

## Descriere
5245 Maslyakov este un asteroid din centura principală de asteroizi. A fost descoperit pe 1 aprilie 1976 la Observatorul de Astrofizică din Crimeea de Nikolai Cernîh. El prezintă o orbită caracterizată de o semiaxă mare de 2,16 ua, o excentricitate de 0,10 și o înclinație de 3,3° în raport cu ecliptica.